# Al-Raed FC
Al-Raed FC (arab. نادي الرائد) – saudyjski klub piłkarski, mający siedzibę w Burajdzie, założony w 1954 roku, grający w rozgrywkach Saudi Professional League.

## Obecny skład
Stan na 19 czerwca 2024
| Nr | Poz. | Piłkarz                               |
| -- | ---- | ------------------------------------- |
| 1  | BR   | André Moreira                         |
| 2  | OB   | Bander Whaeshi                        |
| 3  | NA   | Saud Al-Dosari                        |
| 5  | PO   | Mamadou Loum (wypożyczony z FC Porto) |
| 6  | PO   | Abdullah Yahya Maghrahi               |
| 7  | PO   | Amir Sayoud                           |
| 8  | PO   | Mathias Normann                       |
| 9  | NA   | Raed Al-Ghamdi                        |
| 10 | NA   | Mohammed Fouzair                      |
| 11 | NA   | Karim El Berkaoui                     |
| 13 | PO   | Omar Shami                            |
| 14 | PO   | Mansour Al-Bishi                      |
| 16 | PO   | Abdulaziz Al-Jebreen                  |
| 17 | NA   | Júlio Tavares                         |
| 18 | PO   | Nayef Hazazi                          |

| Nr | Poz. | Piłkarz             |
| -- | ---- | ------------------- |
| 19 | OB   | Abdullah Al-Fahad   |
| 20 | NA   | Rakan Al-Dosari     |
| 21 | PO   | Oumar Gonzalez      |
| 23 | BR   | Ahmad Al-Harbi      |
| 24 | OB   | Khalid Al-Subaie    |
| 28 | OB   | Hamad Al-Jayzani    |
| 32 | OB   | Mohammed Al-Dawsari |
| 42 | PO   | Anas Al-Zahrani     |
| 43 | OB   | Abdullah Al-Yousif  |
| 45 | OB   | Yahya Sunbul        |
| 49 | NA   | Feras Al-Ghamdi     |
| 50 | BR   | Meshary Sanyor      |
| 55 | PO   | Nasser Hadhood      |
| 77 | NA   | Hamoud Bassam       |
| 94 | OB   | Mobarak Al-Rajeh    |

### Zawodnicy na wypożyczeniu
Stan na 19 czerwca 2024
| Nr | Poz. | Piłkarz                                                                       |
| -- | ---- | ----------------------------------------------------------------------------- |
|    | OB   | Abdullah Saad Al-Shalghoot (na wypożyczeniu w Al-Najma SC do 30 czerwca 2024) |